# You-Il Kang
You-Il Kang (* 24. Oktober 1953 in Seoul) ist eine südkoreanische Autorin, die seit 1995 in Deutschland lebt.

## Biografie
You-Il Kang ist die Tochter eines Gymnasialdirektors und besuchte das königliche Mädchengymnasium JinMyung in Seoul.
Mit 22 Jahren debütierte sie mit dem Roman Weiße Fahne (1975, Thema: Teilung Koreas) und  erhielt 1976 den Kyunghyang Literaturpreis mit dem Roman Schauspielunterricht (Thema: Euthanasie). Der Preis war für südkoreanische Verhältnisse in Rekordhöhe dotiert. Der Roman wurde für Kino und Fernsehen verfilmt.
Seit 1975 ist You-Il Kang freie Schriftstellerin. Mehrere ihrer Bücher waren in Südkorea Bestseller.
Die Themen ihrer Romane sind z. B. Sterbehilfe und Terrorismus. Die Protagonisten sind ausnahmslos Grenzgänger: zum Beispiel ein Schauspieler, der seinem todkranken Bruder beim Sterben hilft; ein Revolutionskämpfer, der mittels Zeitbombe seine Utopie verwirklichen will. Um eine Utopie umzusetzen, in der es weder Unterdrückung noch Gewalt gibt, muss man jemanden zu töten bereit sein – ein Urparadoxon der Weltliteratur.
1988–89 moderierte You-Il Kang bei KBS-TV (korean broadcastingsystem) die Kultursendung Übertragung aus dem Gästezimmer und 1986–87 das Literaturmagazin Korea und deine Literatur bei EBS-TV. Sie war bei zahlreichen Talksendungen fester Gast, z. B. in Politische Kontroverse um Mitternacht und Bürgergerichtshof.
In Südkorea haben Zeitungsromane eine lange, wichtige Tradition. So war You-Il Kang Autorin von Fortsetzungsromanen für verschiedene überregionale Zeitungen wie Chosun Daily-, Donga Daily- und Hankuk Daily Newspaper.  Sie schrieb lange Zeit Kolumnen unter eigenem Namen. 1988 wurde sie vom Seouler Olympischen Komitee zum Mitglied der Rundfunkkommission ernannt. Sie ist feste Kolumnistin für deutsche Themen in der Korea Times.
Infolge persönlicher Schicksalsschläge siedelte sie 1995 nach Deutschland über und hatte eine zehnjährige Schreibpause. In dieser Zeit studierte sie am Deutschen Literaturinstitut Leipzig (DLL) der Universität Leipzig die Fächer Prosa, Dramatik und Neue Medien.
Seit 2001 ist sie als Gastdozentin am DLL tätig. Ihre Seminare befassen sich mit dem Vergleich der europäischen und ostasiatischen Literatur sowie mit Recherchetechniken. Beispielsweise besucht sie mit den DLL-Studenten einen Obduktionssaal, ein Gefängnis, eine Forensische Psychiatrie, eine Gerichtsverhandlung, einen Beschusskeller, ein Kloster etc., worüber mehrmals in den Medien berichtet wurde.

## Werke (Auswahl)
In Südkorea erschienen von You-Il Kang 20 Romane, 8 Essaysammlungen und
4 Kurzgeschichtenbände.  5 Romane wurden verfilmt.
- Schauspielunterricht, Munye Verlag, Seoul (1977)
- Weiße Fahne, Munye Verlag, Seoul (1978)
- Baum des Armen, Sosulmunhak, Seoul (1979)
- Vogel des Propheten, Munye Verlag, Seoul (1981)
- Walpurgisnacht, Myoungi Verlag, Seoul (1980)
- Einsamkeit des Feldes, Mugongsa, Seoul (1987)
- Für Pluto, Samjin Gihoeg, Seoul (1992)
- Klaviersonate 1987, Minumsa, Seoul (2005)

Essays (Auswahl)
- Aah, wenn der Tag anbricht, werde ich ein Nest bauen, Yowon Verlag(1984)
- Unter einem Wacholder, Gyusang Verlag (1985)
- Für die Auferstehung der einsamen Seele, Sinam Verlag (1986)
- Pensées der Hoffnung, Gyusang Verlag (1990)

## Preise
- 1976 Kyunghyang Literaturpreis
- 1980 Yowon Literaturpreis
- 2008 Koreanischer Literaturpreis